# NGC 6927
NGC 6927 é uma galáxia lenticular (S0) localizada na direcção da constelação de Delphinus. Possui uma declinação de +09° 55' 01" e uma ascensão recta de 20 horas, 32 minutos e 38,1 segundos.
A galáxia NGC 6927 foi descoberta em 15 de Agosto de 1863 por Albert Marth.